# Harris-Antilopenziesel
Der Harris-Antilopenziesel (Ammospermophilus harrisii) ist eine Hörnchenart aus der Gattung der Antilopenziesel (Ammospermophilus). Er kommt im südlichen Arizona, im angrenzenden Bereich von New Mexico sowie im Norden des mexikanischen Bundesstaats Sonora vor.

## Merkmale
Der Harris-Antilopenziesel erreicht eine Kopf-Rumpf-Länge von etwa 21,6 bis 26,7 Zentimetern und eine Schwanzlänge von 6,7 bis 9,2 Zentimetern bei einem Gewicht von 113 bis etwa 150 Gramm. Die Rückenfärbung ist grau-braun, durchsetzt mit rötlich- und gelblich-braunen Anteilen im Bereich des Kopfes sowie der Hinterbeine. Beiderseits auf den Körperseiten befindet sich eine einzelne und deutliche dünne weiße Linie parallel zur Wirbelsäule. Die Bauchseite ist weiß und greift seitlich zu den Flanken aus. Der Schwanz ist oberseits kohlschwarz bis grau und unterseits grau, die Schwanzhaare sind schwarz und weiß.

## Verbreitung

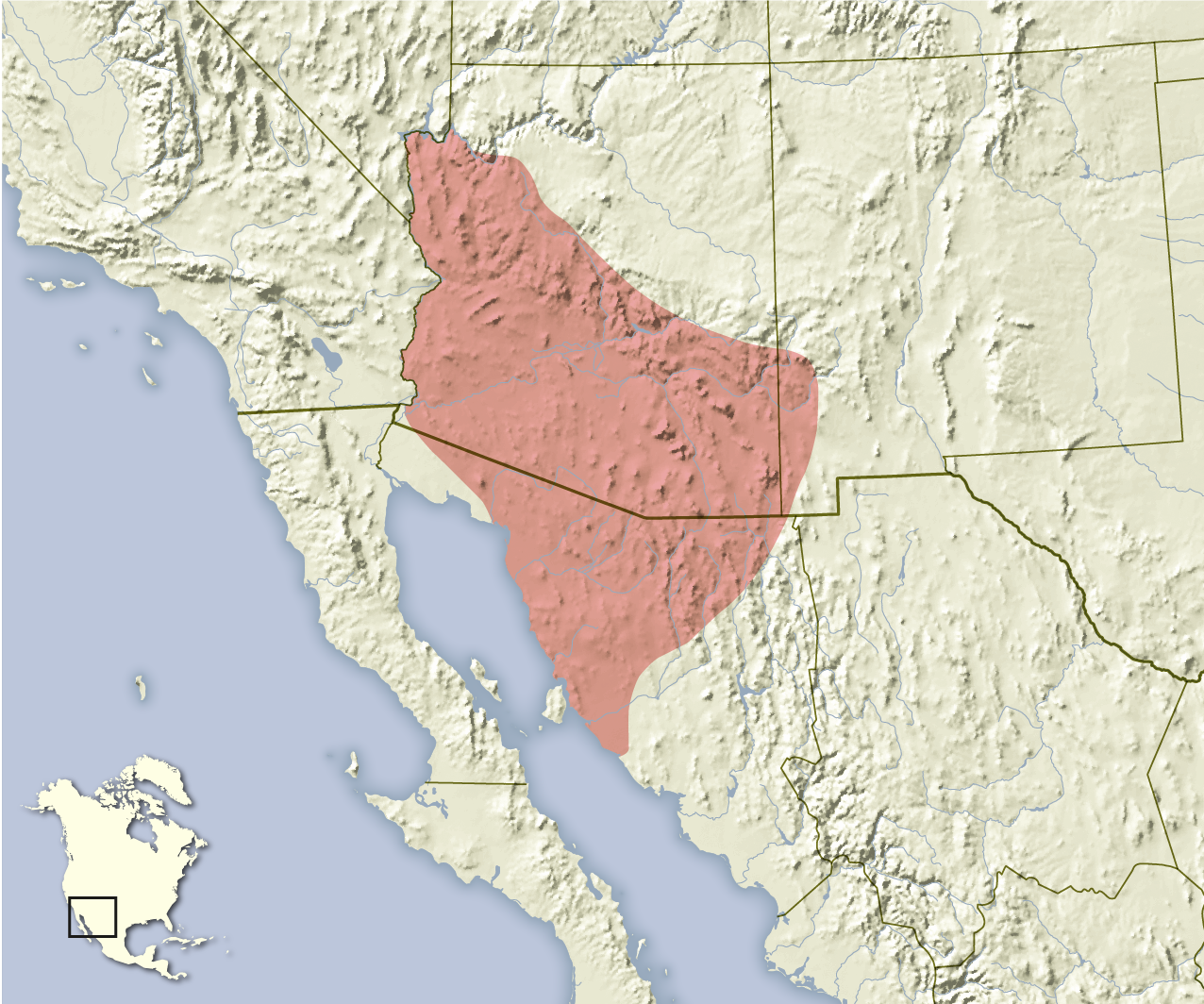
Verbreitungsgebiet des Harris-Antilopenziesels

Der Harris-Antilopenziesel kommt im südlichen Arizona östlich des Colorado River, im angrenzenden Bereich äußersten Südwesten von New Mexico in den Peloncillo Mountains und nahe Redrock sowie im Norden des mexikanischen Bundesstaats Sonora vor. Die Höhenverbreitung liegt unterhalb von 1350 Metern.

## Lebensweise
Der Harris-Antilopenziesel lebt in verschiedenen Wüstenhabitaten und besiedelt vor allem Bereiche, in denen Kakteen und strauchige Vegetation vorkommen.

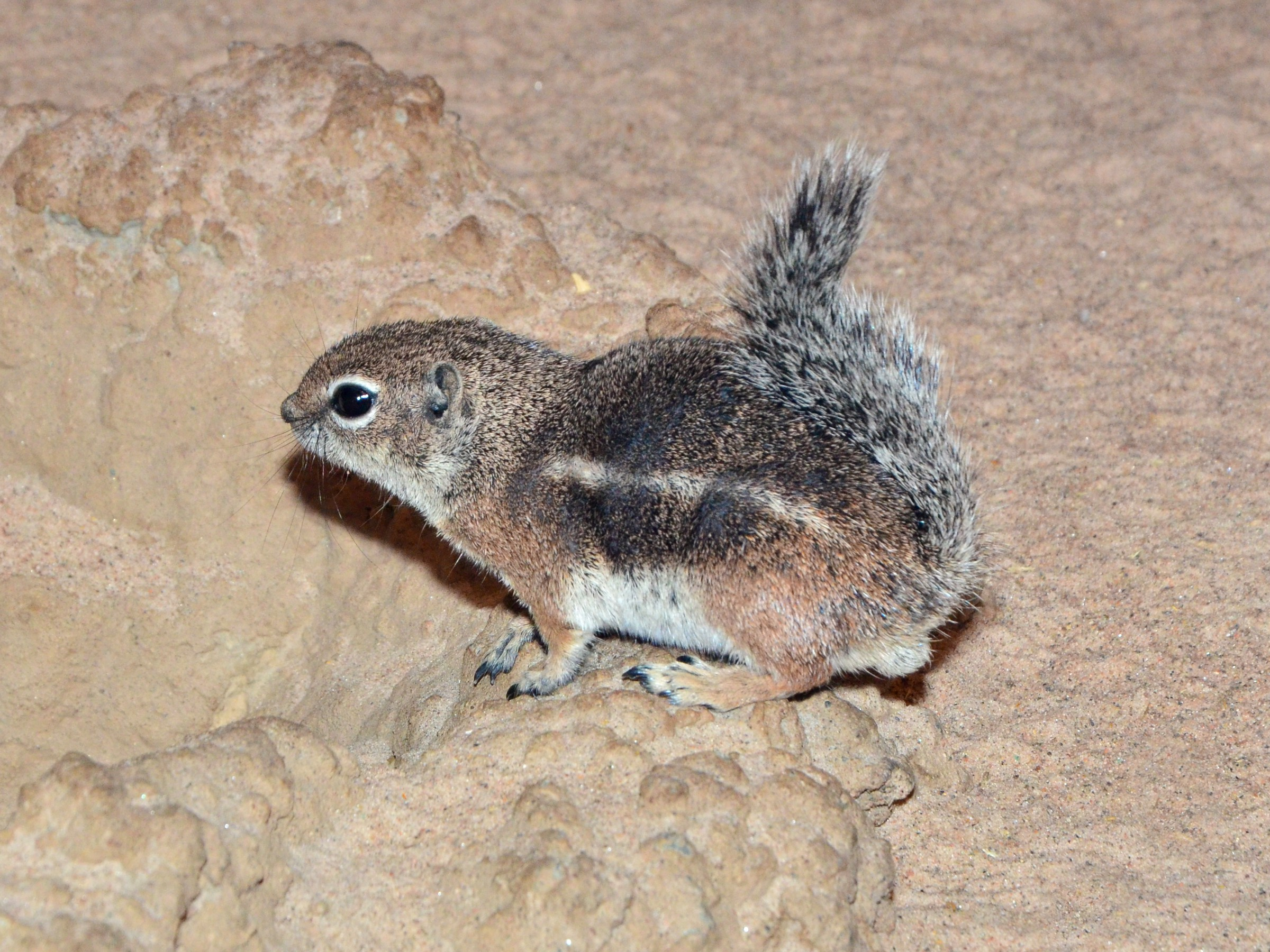
Harris-Antilopenziesel

Die Tiere sind tagaktiv und im gesamten Jahr anzutreffen und legen keine Fettreserven an. Sie sind bodenlebend, können jedoch sehr gut auf Kakteen oder Geröllhaufen klettern. Sie ernähren sich omnivor vor allem von Kaktusfrüchten und grünen Pflanzenteilen sowie von Pflanzensamen, die sie in ihren Backentaschen sammeln; Hinzu kommen verfügbare Insekten. Die Tiere leben in flachen und unscheinbaren Bauen, die häufig im Bereich von Steinen, Kakteen und Gebüschen angelegt werden. Große Samen werden häufig in den Bauen gelagert. Innerhalb der Baue ist in der Regel eine Kammer als Nestkammer ausgelegt und mit Nestmaterial ausgelegt. Die Bestandsdichten sind gering und die Tiere verteilen sich vereinzelt über die Verbreitungsgebiete. Die Aktivitätsweite der Individuen liegt bei durchschnittlich etwa 275 Metern Entfernung vom Bau, wodurch die genutzten Areale nur klein sind. Die Tiere bewegen sich schnell und stehen kaum still, dabei laufen sie mit aufragendem Schwanz auf der Suche nach Samen über den Wüstenboden. Nur wenn sie auf einem Ansitzplatz auf einem Kaktus oder einer Anhöhe sitzen, können sie eine Zeitlang verharren. Bei einer potenziellen Bedrohung stoßen sie einen langen eintönigen Triller aus.
Die Paarungszeit findet jährlich statt, sie beginnt im späten Dezember und kann bis in das Frühjahr stattfinden. Die Jungtiere werden in den Bauen nach einer Tragzeit von 30 Tagen geboren, wobei ein Wurf aus durchschnittlich 6,5 Jungtieren besteht. Dabei können bei milden Jahrestemperaturen auch zwei Würfe im Jahr vorkommen. Die Jungtiere verlassen den mütterlichen Bau nach vier bis fünf Wochen zum ersten Mal, nach sieben Wochen werden sie entwöhnt und nach etwa 220 Tagen sind sie ausgewachsen.
Wie andere Erdhörnchen ist auch der Harris-Antilopenziesel potenzielles Beutetier von Füchsen, Kojoten, Waschbären, kleinen Katzen, Greifvögeln und Schlangen.

## Systematik
Der Harris-Antilopenziesel wird als eigenständige Art innerhalb der Gattung der Antilopenziesel (Ammospermophilus) eingeordnet, die aus fünf Arten besteht. Die wissenschaftliche Erstbeschreibung als Spermophilus harrisii stammt von John James Audubon und John Bachman aus dem Jahr 1854 anhand eines Individuums aus dem Santa Cruz Valley, Santa Cruz County, im mexikanischen Grenzgebiet. Sie benannten die Art nach Edward Harris, von dem sie das Exemplar erhalten hatten. 1889 grenzte Clinton Hart Merriam den Weißschwanz-Antilopenziesel (Ammospermophilus leucurus, damals als Tamias leucurus) von dieser Art als eigenständige Art ab. 1907 wurde die Art durch Edgar Alexander Mearns in die bereits 1862 ebenfalls von Merriam eingerichtete Gattung Ammospermophilus überstellt.
Innerhalb der Art werden mit der Nominatform zwei Unterarten unterschieden:
- Ammospermophilus harrisii harrisii: Nominatform; kommt im westlichen Teil des Verbreitungsgebietes bis zum Ostufer des Colorado River vor.
- Ammospermophilus harrisii saxicolus: besiedelt etwa 60 % des östlichen Verbreitungsgebietes, im Vergleich zur Nominatform ist die Fellfärbung dieser Unterart etwas blasser.

## Status, Bedrohung und Schutz
Der Harris-Antilopenziesel wird von der International Union for Conservation of Nature and Natural Resources (IUCN) als nicht gefährdet (least concern) eingestuft. Begründet wird dies durch das vergleichbar große Verbreitungsgebiet, die angenommen großen Bestandszahlen und die relativ geringen Rückgänge der Populationen. Die Bestandsdichte in den Vereinigten Staaten ist gering und liegt bei 0,08 pro Hektar to 0,36 pro Hektar, wobei in der Regel einzelne Individuen gesichtet werden. In Mexiko kommt die Art in passenden Habitaten relativ häufig vor.
Als Hauptgefährdungsursachen wird die unabsichtliche Tötung der Tiere durch Fallen und Gifte gegen Schädlinge betrachtet.

## Belege
1. 1 2 3 4 5 6 7 8 9 10  
Richard W. Thorington Jr., John L. Koprowski, Michael A. Steele: Squirrels of the World. Johns Hopkins University Press, Baltimore MD 2012; S. 250–251. ISBN 978-1-4214-0469-1
2. 1 2 3 4 5  
Ammospermophilus harrisii in der Roten Liste gefährdeter Arten der IUCN 2015-4. Eingestellt von: R. Timm, S.T. Álvarez-Castañeda, I. Castro-Arellano, T. Lacher, 2008. Abgerufen am 16. Mai 2016.
3. 1 2  
Ammospermophilus harrisii In: Don E. Wilson, DeeAnn M. Reeder (Hrsg.): Mammal Species of the World. A taxonomic and geographic Reference. 2 Bände. 3. Auflage. Johns Hopkins University Press, Baltimore MD 2005, ISBN 0-8018-8221-4.
4. 1 2  
Troy L. Best, Amy S. Titus, Katherine Caesar, Cynthia L. Lewis: Ammospermophilus harrisii. In: Mammalian Species. Band 366, 1990, S. 1–7 (web.archive.org [PDF; 868 kB; abgerufen am 28. Oktober 2021]).
5. 1 2  
Clinton Hart Merriam: Description of a new species of ground squirrel from the arid lands of the southwest. North American Fauna 2, 1889; S. 19–21. (Volltext)